# Kloster Wiblingen

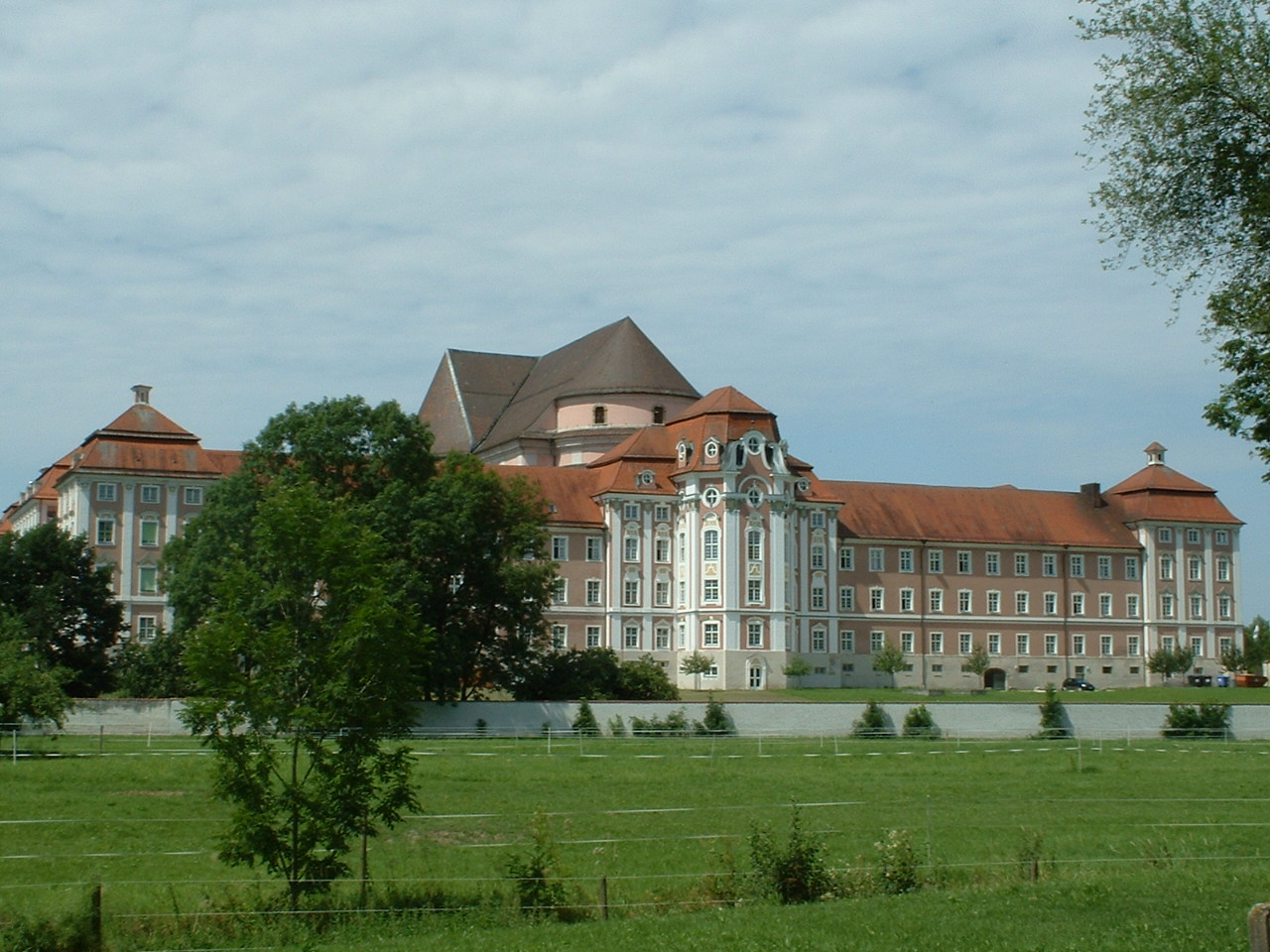
Benediktinerabtei Wiblingen

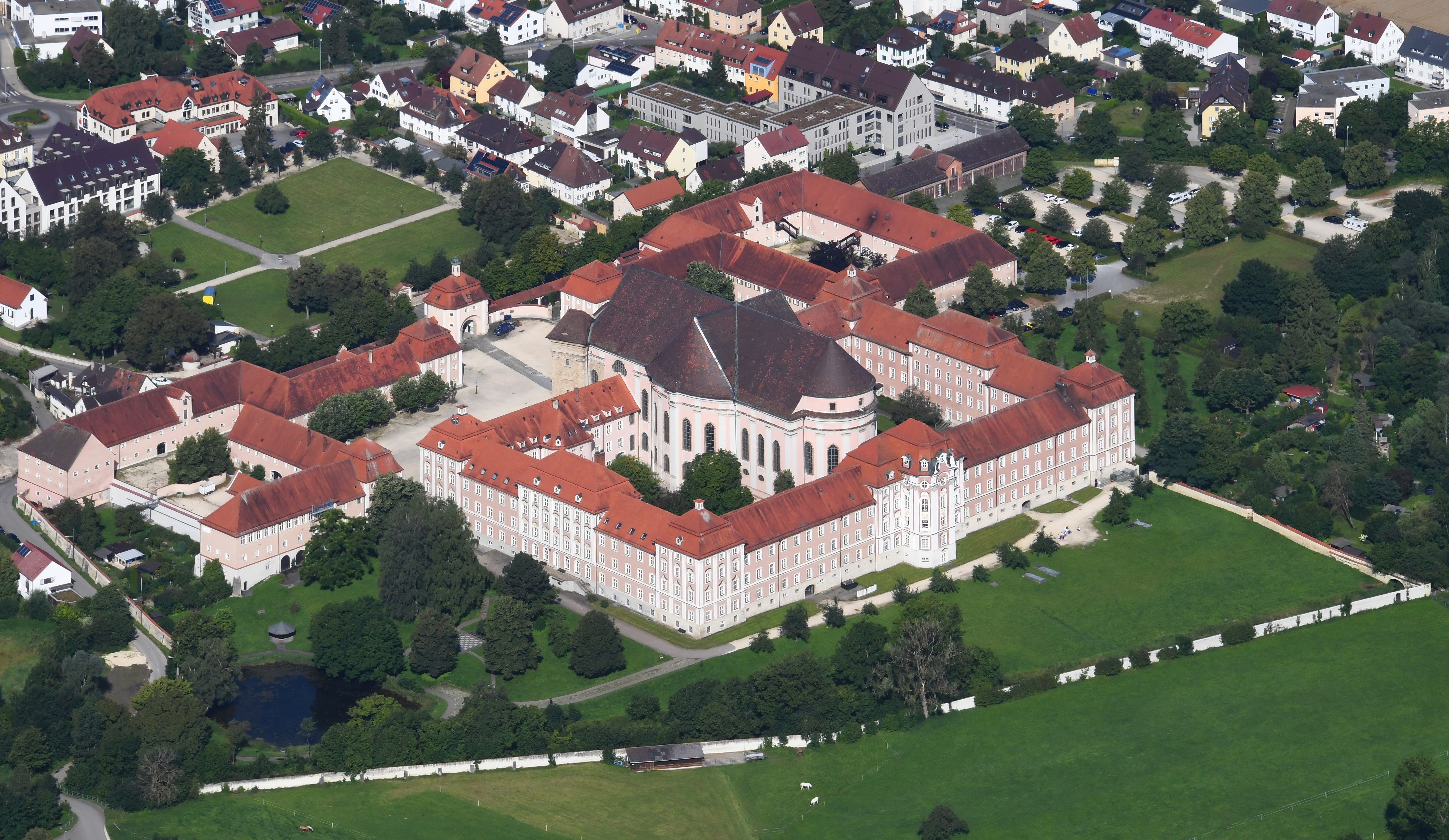
Luftbild des Klosters Wiblingen

Das Kloster Wiblingen ist eine ehemalige Benediktinerabtei, die 1093 gegründet wurde und bis zur Säkularisation im Jahre 1806 bestand. Danach wurden Teile der Klosteranlage zunächst als Schloss und Kaserne genutzt, im 21. Jahrhundert beherbergt sie Abteilungen des Universitätsklinikums Ulm und eine Akademie für ärztliche Fortbildung.
Die Klosteranlage steht im Dreieck zwischen Iller und Donau südlich von Ulm in Baden-Württemberg. Der Ort Wiblingen ist heute ein Stadtteil von Ulm und liegt an der Oberschwäbischen Barockstraße, am Main-Donau-Bodensee-Weg, am Oberschwaben-Allgäu-Radweg und am Iller-Radweg.

## Gründung
Das Kloster Wiblingen verdankt seine Gründung den beiden Grafen Hartmann und Otto von Kirchberg. Im Jahre 1093 beschlossen sie, zu ihrem Seelenheil ein Kloster auf ihrem Land zu stiften. Derartige Stiftungen waren im Hochmittelalter durchaus üblich, sie entsprachen den Frömmigkeitsvorstellungen der damaligen Zeit. Die Mönche hatten als Gegenleistung die Verpflichtung, für das Seelenheil der adligen Stifter zu beten.
Das neue Kloster derer von Kirchberg sollte zu Ehren des Heiligen Martin von Tours errichtet und auf die Regel des Heiligen Benedikt von Nursia verpflichtet werden. Daher ersuchten die Grafen den Abt der Benediktinerabtei St. Blasien, Otto, um die Gründung einer „Kolonie“. Otto entsandte eine Abordnung von Mönchen aus seinem Kloster nach Wiblingen, um dem Wunsch der Grafen zu entsprechen. Im September 1093 wurde das Kloster an dem Ort, wo die Donau und die Iller zusammenkommen, wie der zeitgenössische Geschichtsschreiber Bernold von St. Blasien in seiner Chronik berichtet, vom Konstanzer Bischof Gebhard III. von Zähringen eingeweiht. Der Vorsteher des Sanblasianer Gründungskonvents Werner von Ellerbach wurde zum ersten Abt des neuen Klosters ernannt.
Die Grafen von Kirchberg stifteten dem Kloster Holzpartikel, die angeblich vom Kreuz Christi stammten und die seitdem in der Klosterkirche in Wiblingen in einem Schrein aufbewahrt und verehrt werden.
1098 wird das Kloster als Guibelinga in einer Urkunde des Reformpapstes Urban II. erstmals namentlich genannt. In seinem Schreiben verlieh Urban dem Kloster gegen alljährliche Bezahlung folgende Privilegien: den besonderen Schutz durch den Apostolischen Stuhl, die Bestätigung des bisherigen klösterlichen Besitzstandes, das Zugeständnis der freien Abtswahl und die Exemtion vom Konstanzer Diözesanbischof. Damit bestätigte der Papst dem jungen Kloster für alle Zukunft die Freiheit von weltlicher oder kirchlicher Einflussnahme von außen.

## Das Kloster in Mittelalter und früher Neuzeit
Im Jahre 1271 zerstörte ein Brand das Kloster, jedoch konnte bereits 1275 die neuerbaute Kirche, eine dreischiffige romanische Basilika mit östlichem Querhaus und Vierungsturm, eingeweiht werden.
Ab der Mitte des 14. Jahrhunderts erlebte das Kloster eine Zeit der ökonomischen und geistigen Blüte. Exemplarisch hierfür steht der intensive gelehrte Austausch des Wiblinger Mönches Walther von Biberach (gest. 1356) mit dem Ulmer Mystiker Heinrich Seuse.
Anfang des 15. Jahrhunderts erlebte das Kloster einen inneren Niedergang. Entgegen der Benediktsregel häuften die Mönche Privateigentum an und bereicherten sich am Klostergut, vernachlässigten das Chorgebet und verletzten das Klausurgebot.
Angestoßen von der Melker Reform gelang es dem reformeifrigen Abt Ulrich IV. Hablüzel (Abt 1432–1473), das monastische Leben in Wiblingen wieder an der Benediktsregel zu orientieren. Neben der Förderung der Frömmigkeit widmete sich Ulrich der Pflege der Wissenschaft durch Erweiterung des Bücherbestandes der Bibliothek. Dank Ulrichs Reformen erlangte Wiblingen überregional den Ruf eines mustergültigen Klosters. Acht Wiblinger Patres wurden während Ulrichs Ägide als Äbte in verschiedene Klöster berufen, um dort den Geist der Reform weiterzuverbreiten. Ulrich selbst wurde im Auftrag der süddeutschen Benediktiner mit der Visitation zahlreicher Klöster betraut.
Unter Ulrichs Nachfolgern blühte der Reformgeist weiter. Als Auszeichnung für die strenge Regelobservanz verlieh Papst Innozenz VIII. dem Wiblinger Abt Konrad II. Ruhe (Abt 1484–1504) und seinen Nachfolgern das Recht der Inful. Das bedeutete, dass die Wiblinger Äbte fortan die bischöflichen Würdezeichen Stab und Mitra tragen durften.
Im Jahr 1504 fielen die Grafschaft Kirchberg, auf deren Territorium die Benediktinerabtei Wiblingen lag sowie die Vogtei über das Kloster an das Haus Österreich, das 1507 die Grafschaft mit der Vogtei an die Fugger verpfändete.
Im Dreißigjährigen Krieg kam es in den Klostergebäuden zu Raub und Plünderungen, Soldaten wurden einquartiert. Überdies brach infolge des Krieges in Wiblingen die Pest aus, die viele Mönche und auch den Abt hinwegraffte. Nicht zuletzt durch den bedeutenden Abt Benedikt Rauh (Amtszeit 1635–1663), der auch Feldbischof der bayerischen Armee war, konnte das Kloster die schweren Kriegszeiten glimpflich überstehen und nach Kriegsende einen erneuten Aufschwung nehmen.
Im späten 17. Jahrhundert strengte das politisch und wirtschaftlich erstarkte Kloster einen kostspieligen und langwierigen Separationsprozess bei der vorderösterreichischen Regierung in Innsbruck an, um die Fugger loszuwerden. 1701 kam es schließlich zur endgültigen Lösung von der fuggerischen Vogtei. Wiblingen wurde in den vorderösterreichischen Mediatstand erhoben und erhielt Sitz und Stimme auf den Landtagen in Ehingen. Bei der Mediatisierung fiel Wiblingen 1806 zunächst kurzzeitig an Bayern und wurde dann in der Rheinbundakte dem Königreich Württemberg zugeschlagen.

## Klosterneubau im 18. Jahrhundert

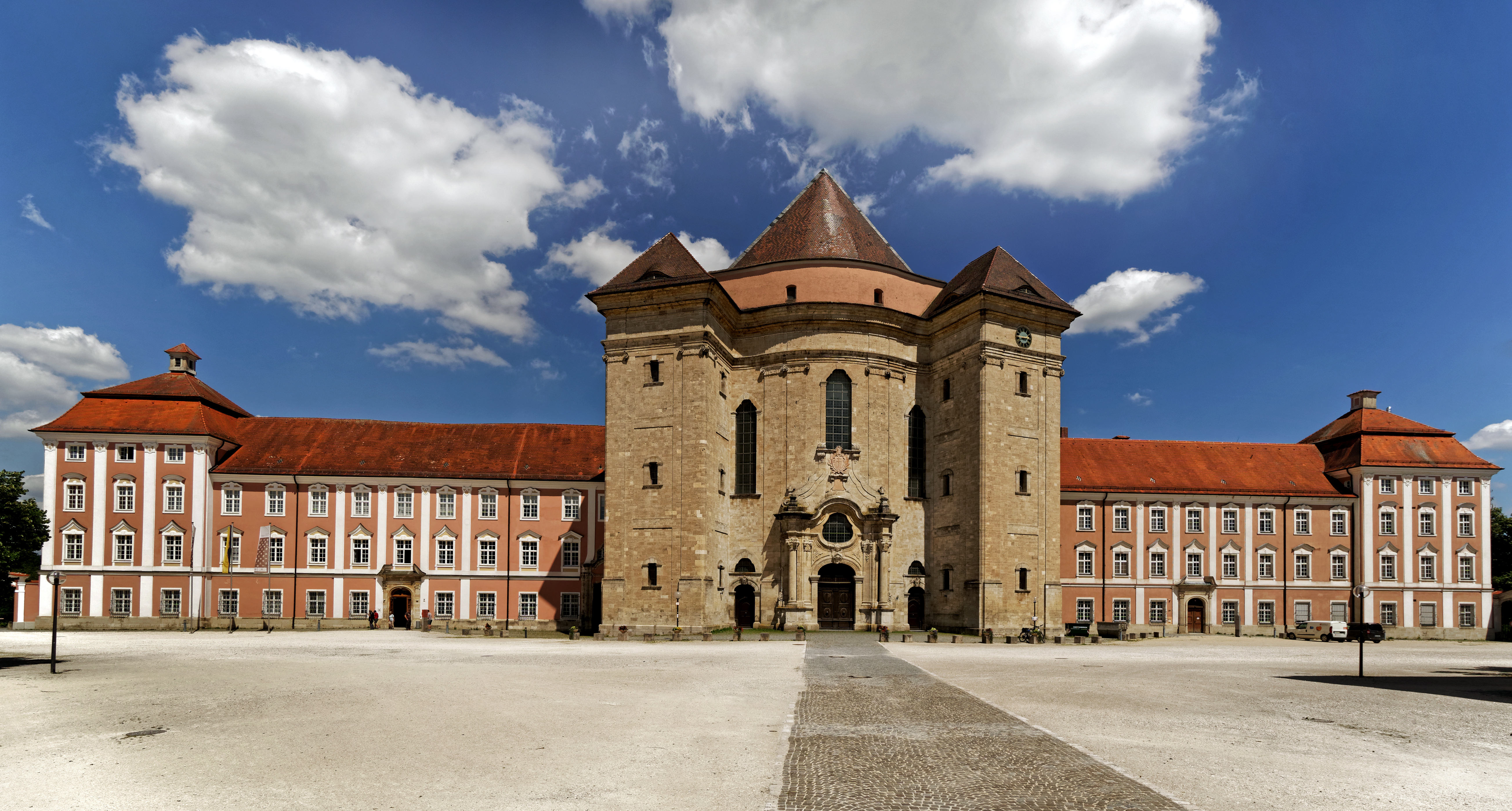
Klosterkirche mit den unvollendeten Türmen und Südflügel des Klosters

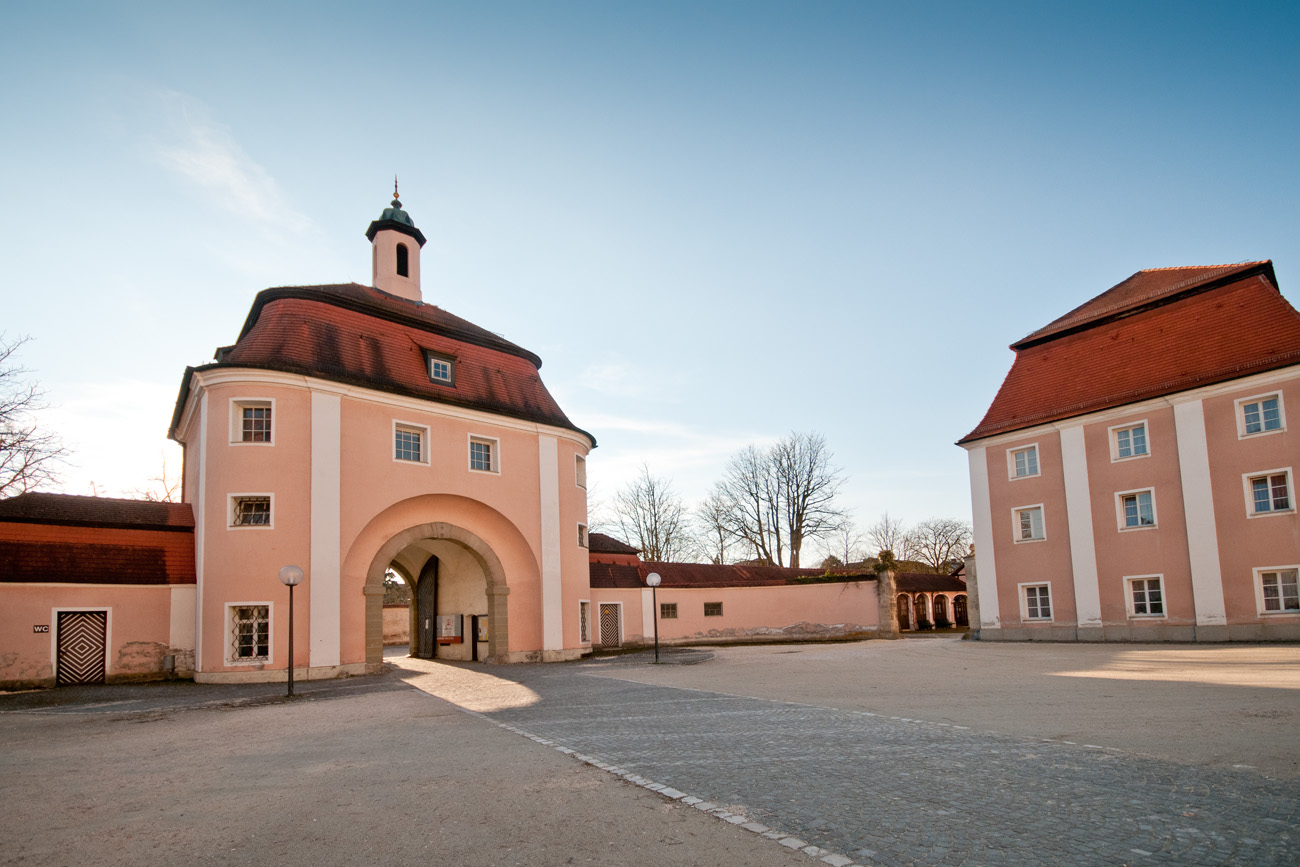
Klostertor

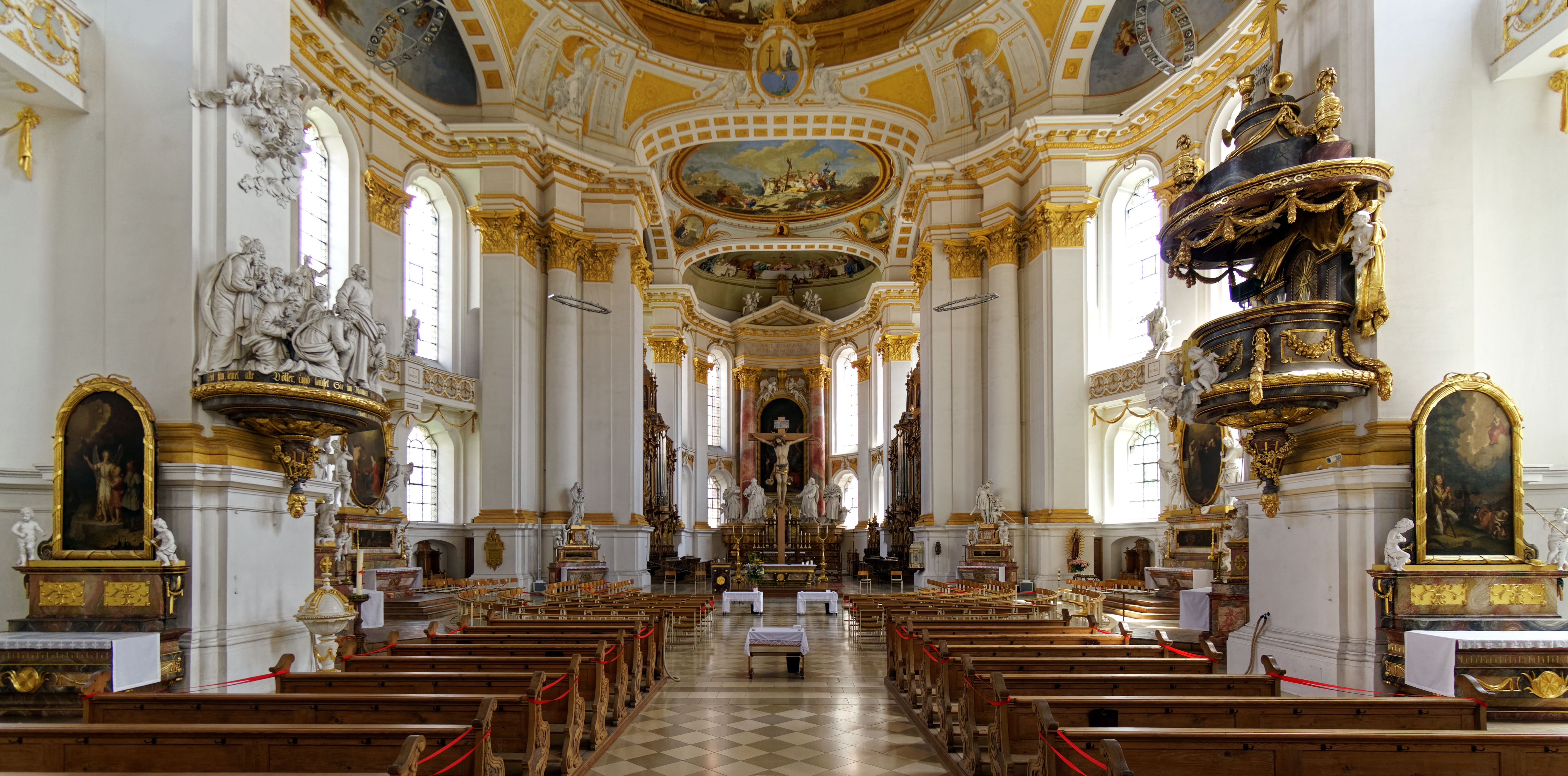
Inneres der Klosterkirche

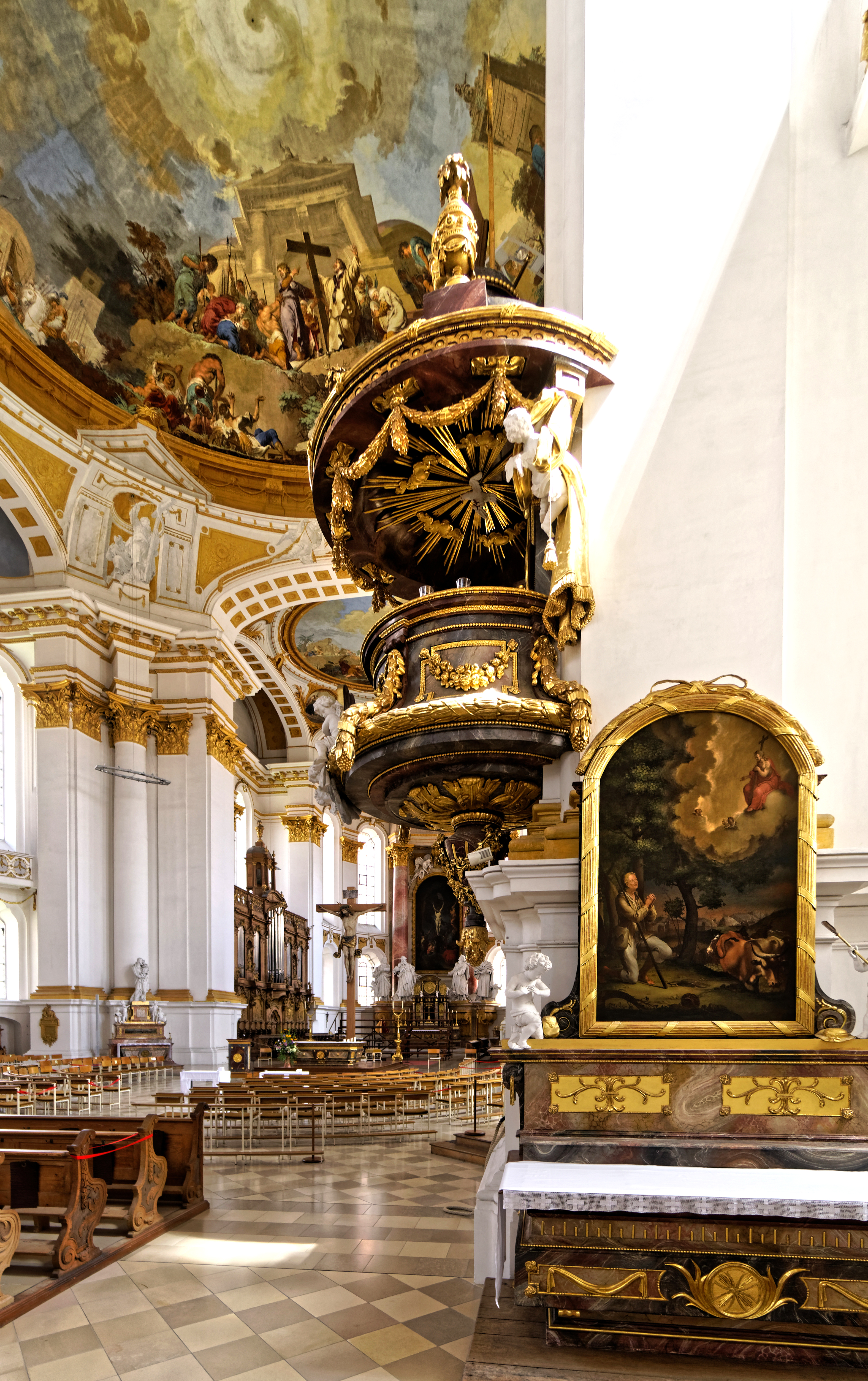
Kanzel von Fidel Sporer

Der Status der Abtei als selbstständiges vorderösterreichisches Territorium war wahrscheinlich der Auslöser für den Klosterneubau, der 1714 begann und weitgehend vom Spätbarock geprägt ist. Das Kirchengebäude stellt dagegen ein Hauptbeispiel des Frühklassizismus in Süddeutschland dar. Der mittelalterliche Klosterbau mit seiner romanischen Kirche hatte eine unregelmäßige Struktur und war durch die Jahrhunderte bis in späte 17. Jahrhundert hinein immer wieder erweitert und umgebaut worden.
Anfang des 18. Jahrhunderts begann – nach dem Vorbild des Escorial in Spanien – eine umfassende Neuplanung mit einer Kirche im Zentrum, die von einem symmetrisch angelegten Geviert und Vorhöfen umgeben ist. Den Plan dazu lieferte, so der Klosterchronist Michael Braig, der Elchinger Baumeister Christian Wiedenmann. Nach diesem von dem Moosbrugger-Projekt in Einsiedeln beeinflussten Plan wurde der Bau der Vorhöfe begonnen. Um 1730 erfolgte eine erste Planänderung (Erweiterung), die dazu führte, dass Torhaus und Kirche sich nun nicht mehr auf einer Achse befanden. Weitere Planänderungen folgten: Der ursprünglich vorgesehene Zentralbau wurde durch einen Längsbau ersetzt (überliefert in einem Stich von Gottfried Bernhard Göz), wohl nach dem Vorbild von Weingarten und unter Einbeziehung bestimmter Einflüsse von Kirchenbauentwürfen Caspar Moosbruggers. Der Südtrakt des Klostergevierts blieb unausgeführt, bis die württembergische Heeresverwaltung – angeblich nach alten Plänen – das Geviert im Jahre 1917 schloss.

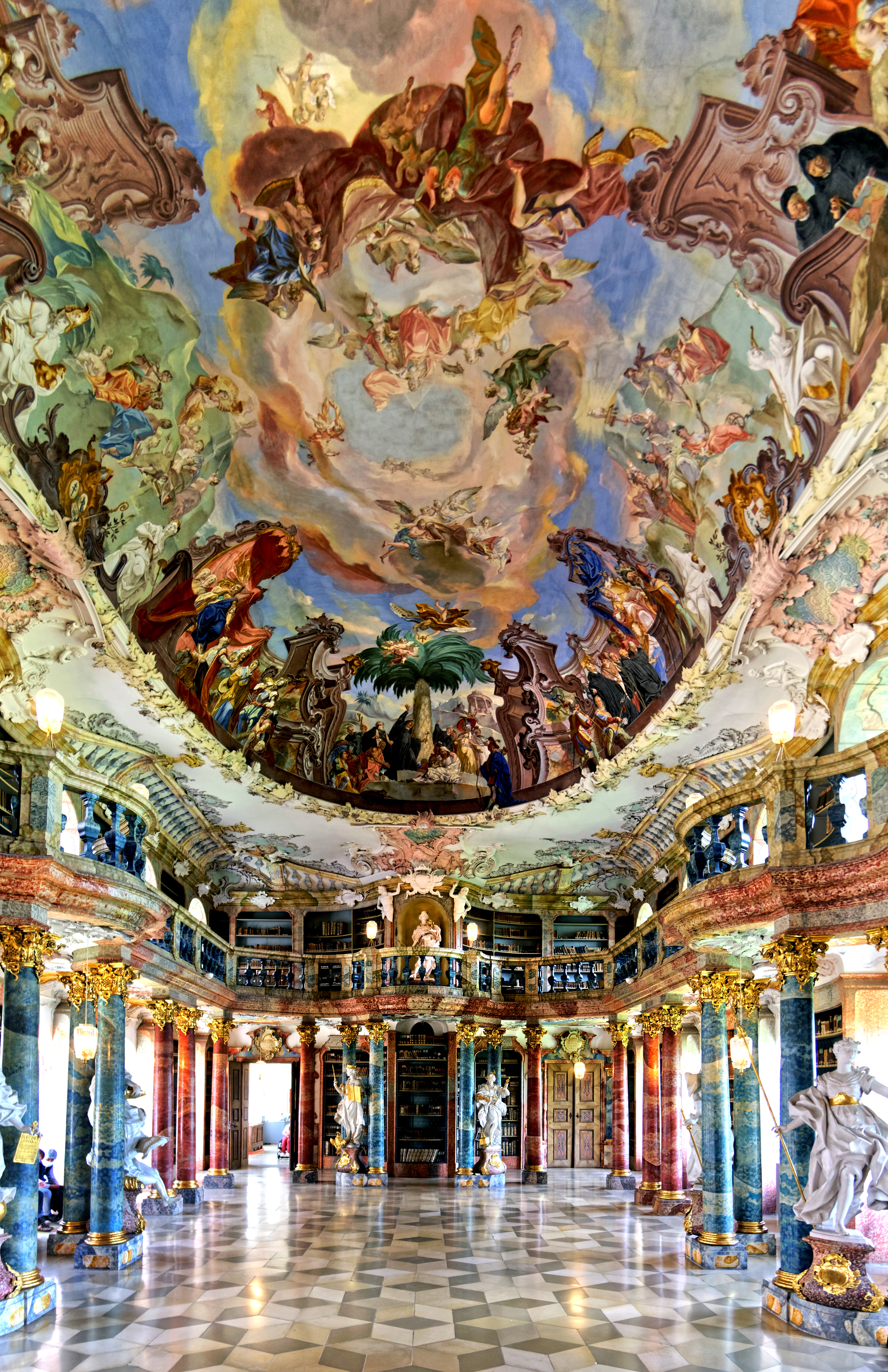
Bibliothekssaal

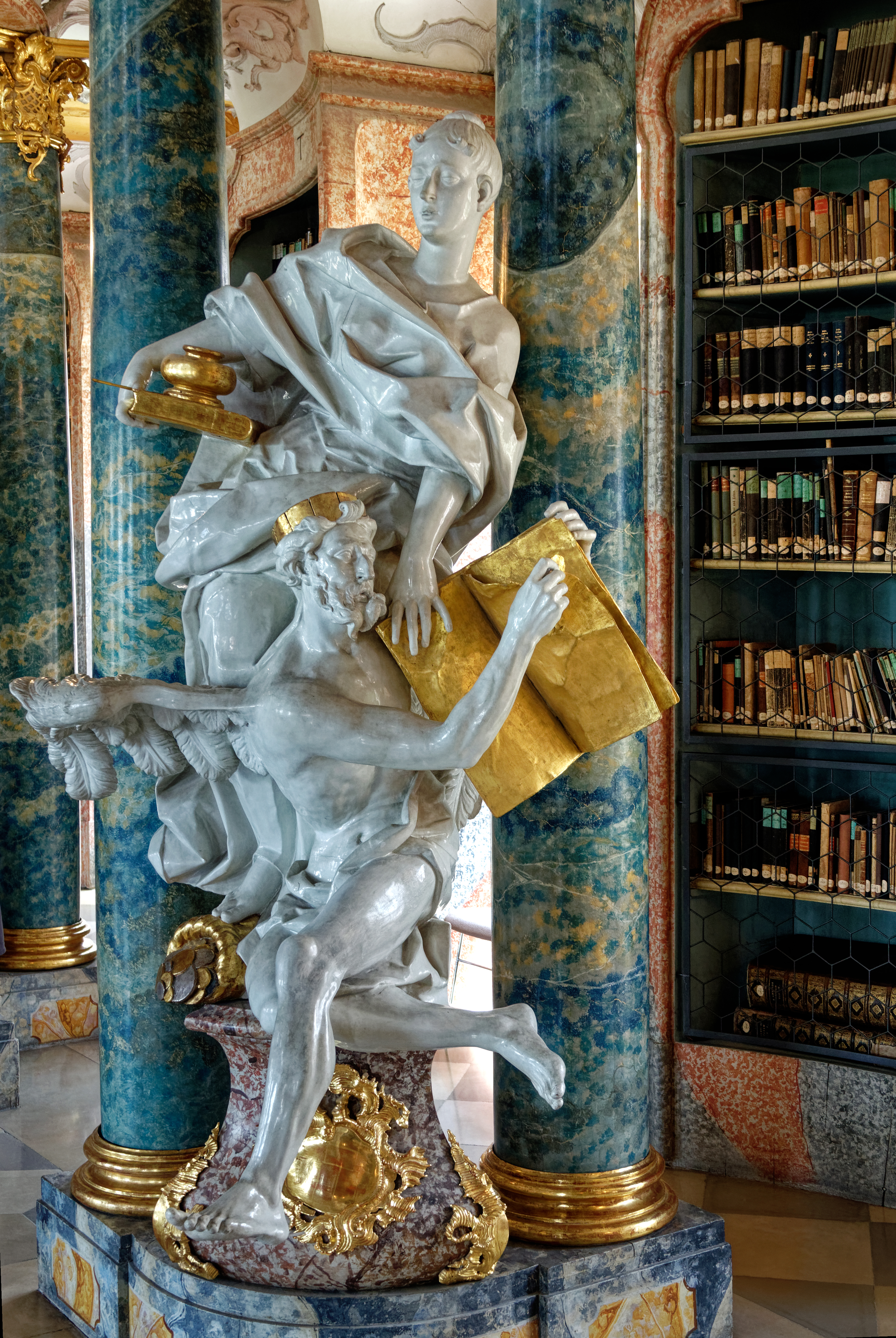
Bücherschrank und Statue im Bibliothekssaal

Nach dem Plan Wiedenmanns wurde im Nordtrakt des Klosters der später berühmt gewordene, 1744 vollendete Bibliothekssaal errichtet. Die Bauleitung hatte nach dem 1739 erfolgten Tod Wiedenmanns dessen Sohn Johann Wiedenmann inne, der am Klosterbau zuvor als Parlier gearbeitet hatte. 1750 wurde die Bauleitung dem Münchner Baumeister Johann Michael Fischers übertragen. Dieser überarbeitete Wiedenmanns Pläne (die sich am besten am Holzmodell für das Kloster Schussenried ablesen lassen, das als weitgehende Kopie der Wiblinger Planungen gelten kann). Fischers Leistung für Wiblingen besteht vor allem in dem neugestalteten Osttrakt, dem er einen markanten Risalit gab und damit den Kapitelsaal als Zentrum der klösterlichen Organisation sowie des Selbstverständnisses einer Territorialherrschaft ausübenden Abtei auszeichnete. Vorbild dieser Fassade war das Gebäude der kaiserlichen Hofbibliothek in Wien – ein bewusstes Zitat der vorderösterreichen Abtei, um ihre Verbundenheit mit dem Kaiserhaus darzustellen.

## Bibliothekssaal
Im Inneren des Bibliothekssaals, der im Stil des Rokoko gehalten ist, befindet sich ein großflächiges Deckenfresko, das religiöse Szenen von Adam und Eva im Paradies bis hin zu Klosterszenen darstellt, gemalt 1744 von Franz Martin Kuen (1719–1778). Das Deckenfresko gilt als dessen Hauptwerk. Die Fresken an der Unterseite der Galerien hat Kuen erst 1750 geschaffen. Vor den Bücherregalen stehen an beiden Stirn- und beiden Längsseiten Figuren, die vier christliche und vier weltliche Allegorien darstellen. Die lebensgroßen Figuren schnitzte der Bildhauer Dominikus Hermenegild Herberger. Sie sind weiß lackiert und poliert, ihre Requisiten sind vergoldet. Die vorzüglichen Kompositkapitelle der Säulen sind vergoldet. Sie zeigen unter anderem die Christenlehre, die Askese, die Naturwissenschaften, Justitia und die Zeit (Gott Chronos). Die Bücherschränke, nach Sachgebieten geordnet (über den Regalen finden sich entsprechende Hinweise), beherbergten zu Klosterzeiten mehrere Tausend Schriften, darunter wertvolle Handschriften aus dem 11. und 12. Jahrhundert. Johann Nepomuk Hauntinger beschreibt, da er nur kurz vorbeischaute, lediglich eine Fust-Schöffer-Bibel von 1462 und wohl eine Abschrift nach Thomas von Kempen. Heute stehen dort vergleichsweise banale Bände der Oberamtsbibliothek aus dem 19. Jahrhundert.

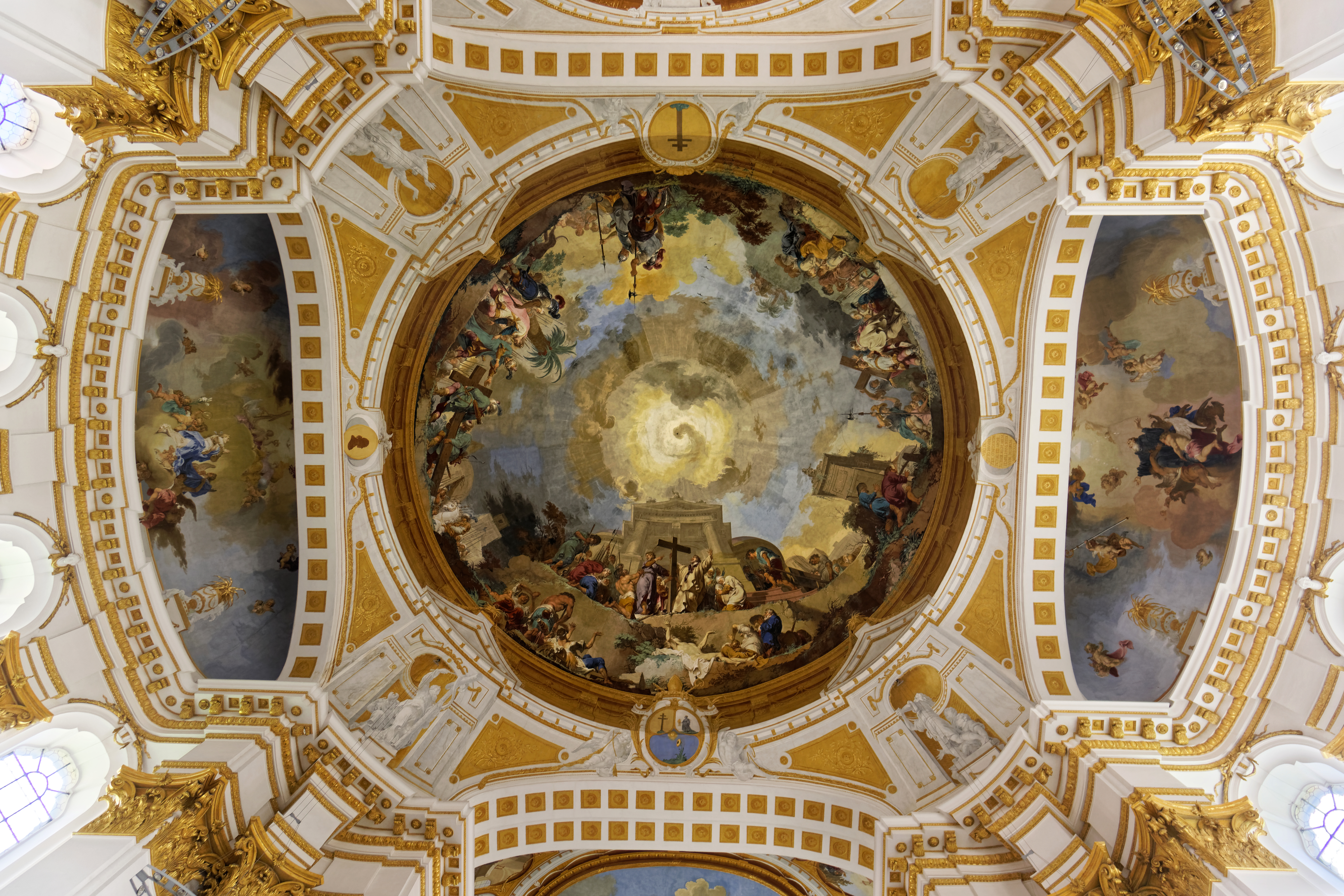
Fresko der Kreuzauffindung durch Kaiserin Helena

## Kirchenbau
Erst Abt Roman Fehr (1768–1798) legte den Grundstein zur neuen Kirche. Als Baumeister fungierte Johann Georg Specht, der aus der späten Auer Zunft hervorgegangen war und die Kirchenbauten von St. Gallen sowie der Birnau genau kannte. Nach deren Vorbild entwarf er seinen Bau, der trotz mancher Vereinfachungen noch recht spätbarock ausgefallen wäre. Allerdings wurde Specht ab 1778 vom Freskanten Januarius Zick verdrängt. Zick hatte, neben seiner Ausbildung als Maler, beim Bau des Klosters Schussenried vom dortigen Baumeister Jakob Emele eine entsprechende Ausbildung erhalten. In Wiblingen vollendete er nach der Verdrängung Spechts als selbsternannter Bau- und Verzierungsdirektor den Kirchenbau im griechischen Stil, d. h. im französischen Zopfstil. Im Inneren gelang das, und es ergab sich ein stimmiges Raumbild des frühen Klassizismus mit barocken Reminiszenzen.
Am 28. September 1783 weihte Leopold Wilhelm von Baden, Weihbischof des Bistums Konstanz, dem die Abtei Wiblingen zugehörte, die Klosterkirche feierlich ein. Die Kirchenfassade mit über Eck gestellten Türmen (vgl. die Planungen für St. Gallen) blieb unvollendet, obwohl der letzte Abt Ulrich Keck noch während der Franzoseneinfälle in den 1790er Jahren vergeblich versucht hatte, sie zu vollenden.
Im Zentrum des ikonographisch-theologischen Programms der ehemaligen Klosterkirche steht das Heilige Kreuz, von dem Partikel seit Jahrhunderten in Wiblingen verehrt wurden (siehe unten). Die frühklassizistischen Fresken von Januarius Zick im Hauptschiff zeigen von Ost nach West: Letztes Abendmahl Jesu (über dem Hochaltar), Kreuzauffindung durch Kaiserin Helena und Kartuschen mit der Wiblinger Heilig-Kreuz-Legende (über dem Chor), Kreuzerhöhung unter Kaiser Heraklius (über der Vierung), Wiederkunft Christi im Zeichen des Kreuzes am Jüngsten Tag (über dem Langhaus), Übergabe der Kreuzpartikel durch die Klosterstifter, die Grafen von Kirchberg, an Abt Werner (unter der Empore in der Eingangshalle). Zum Programm des Heiligen Kreuzes gehört darüber hinaus das Hochaltarblatt von Januarius Zick, auf dem Jesus am Kreuz mit den beiden Schächern abgebildet ist. Die lateinische Inschrift aus Psalm 28,2 in der Septuaginta über dem Hochaltargemälde ist daher als theologisch-programmatische Überschrift der gesamten Ausstattung anzusehen: Adorate Dominum in atrio sancto eius ― Betet den Herrn an in seiner heiligen Vorhalle. Für den Gläubigen heißt das: Das Kirchengebäude ist die Vorhalle zum Ewigen Leben in Christus, das nur durch das Kreuz hindurch zu erlangen ist. 
Passend zur Ikonographie des Heiligen Kreuzes befindet sich als Blickfang unter dem Chorbogen ein Triumphbogenkreuz mit einem spätgotischen Gekreuzigten, der um 1480/90 als Schnitzarbeit vom Ulmer Bildhauer Niklaus Weckmann geschaffen wurde. Nach Wiblinger Tradition soll die Plastik anlässlich des reformatorischen Bildersturms von ihrem ursprünglichen Anbringungsort im Ulmer Münster entfernt und nach Wiblingen gelangt sein. Wahrscheinlicher ist jedoch, dass sie bereits ursprünglich für die Wiblinger Klosterkirche gefertigt wurde.
Die Nebenaltäre der Kirche haben die folgenden Patrozinien: In der Vierung rechts vom heutigen Zelebrationsaltar im Uhrzeigersinn Martin von Tours (Kirchenpatron), Benedikt von Nursia, Scholastika von Nursia, Anna, Mariä Verkündigung, Joseph von Nazareth. Unmittelbar südlich der Vierung steht auf der Nordseite ein den Schutzengeln geweihter und auf der Südseite ein Wendelin geweihter Nebenaltar. Der Altar in der nördlichen Seitenkapelle, in dem heute die Heilig-Kreuz-Reliquie in einer Monstranz ausgestellt ist, trägt den Namen Ölbergaltar, der Altar auf der darüberliegenden Empore ist Antonius von Padua geweiht. In der südlichen Seitenkapelle steht ein Schmerzensaltar, der aus der Vorgängerkirche übernommen wurde, auf der Empore darüber ein Fidelis von Sigmaringen geweihter Altar.
Das Programm der vergoldeten Schnitzreliefs im Chorgestühl verbildlicht den Bezug zwischen dem Neubau der Klosterkirche und dem Tempel in Jerusalem sowie den Klostergründungen des Heiligen Benedikt.

## Säkularisation im Jahre 1806 und folgende Nutzung
Nach den Niederlagen in den napoleonischen Kriegen wurde das Österreich zugehörige Kloster 1805 zunächst von badischen und anschließend von bayerischen Truppen besetzt. Im Jahr darauf bezogen die Württemberger das Kloster, nachdem von den Bayern das gesamte Mobiliar versteigert worden war. Das Kloster wurde nun am 27. März 1806 als eines der letzten Klöster im Zuge der Säkularisation offiziell aufgehoben. Damit erlosch die über siebenhundertjährige benediktinische Tradition, die im Kloster Wiblingen zu Hause war. Die Mönche verließen nach und nach das Kloster; einige von ihnen wanderten in die Benediktinerabtei Tyniec bei Krakau aus. Prior Gregor Thomas Ziegler wurde 1822 zum Bischof von Tyniec bei Krakau und 1827 zum Bischof von Linz ernannt.
Das Kloster wurde Residenzschloss von Herzog Heinrich, dem Bruder des Königs Friedrich I. von Württemberg. Den Einwohnern Wiblingens wurde fortan bei Strafe verboten, die Anlage „Kloster“ zu nennen – sie musste vielmehr als „Schloss“ bezeichnet werden. Von dieser Anordnung zeugt der Name der längs der westlichen Klostermauer verlaufenden Straße, die bis heute Schloßstraße heißt.
Mitte des 19. Jahrhunderts wurde das frühere Kloster Wiblingen Teil der Bundesfestung Ulm und seit 1848 unter der Bezeichnung Schlosskaserne im Wesentlichen als Infanteriekaserne genutzt. Deshalb wurde das unvollendete Konventgebäude, welches die Klosterkirche umgibt, in den Jahren 1915–1917 komplettiert, indem nach den früheren Plänen die auf der südlichen Kirchenseite noch fehlenden Gebäude ergänzt wurden. Die Nutzung als Kaserne dauerte noch bis zum Ende des Zweiten Weltkrieges an, im Anschluss diente das Kloster der Beherbergung von Kriegsflüchtlingen. In späteren Jahren nutzten es Teile der Universitätsbibliothek Ulm.

## Nutzung im 21. Jahrhundert

### Klosterhauptbau und Wirtschaftsgebäude
Teile des Nordflügels und das angrenzende frühere Wirtschaftsgebäude beherbergen die Akademie für Gesundheitsberufe sowie das Universitätsklinikum Ulm.
Der Südflügel des Klosters, der 1917 neu errichtet wurde, diente zwischenzeitlich als städtisches Altersheim.
Das kleine Mikroskopmuseum von Johannes Schumann ist auch in Räumlichkeiten des Klosters untergebracht.

### Kirchengebäude und Klostermuseum mit Bibliothekssaal
Die Klosterkirche St. Martin wird heute als römisch-katholische Pfarrkirche genutzt. Sie wurde am 5. Mai 1993 von Papst Johannes Paul II. mit dem Apostolischen Schreiben Templum paroeciale zur Basilica minor erhoben. Zugleich sind Teile der Ausstattung Wallfahrtsziele.
Kirche und Bibliothekssaal in der zweiten Etage des Nordflügels können individuell oder im Rahmen von Führungen besichtigt werden. Die interaktive Ausstellung mit kleinen Filmsequenzen, Modellen und einem Audioguide halten alle Informationen für Besucher bereit. Das Klostermuseum in den ehemaligen Gästezimmern des Konvents ist seit 2006 eröffnet. Das Kloster mit seinem kleinen Geschichtsmuseum und dem Bibliothekssaal wird von den Staatlichen Schlössern und Gärten Baden-Württembergs betreut.

## Orgeln in der Kirche

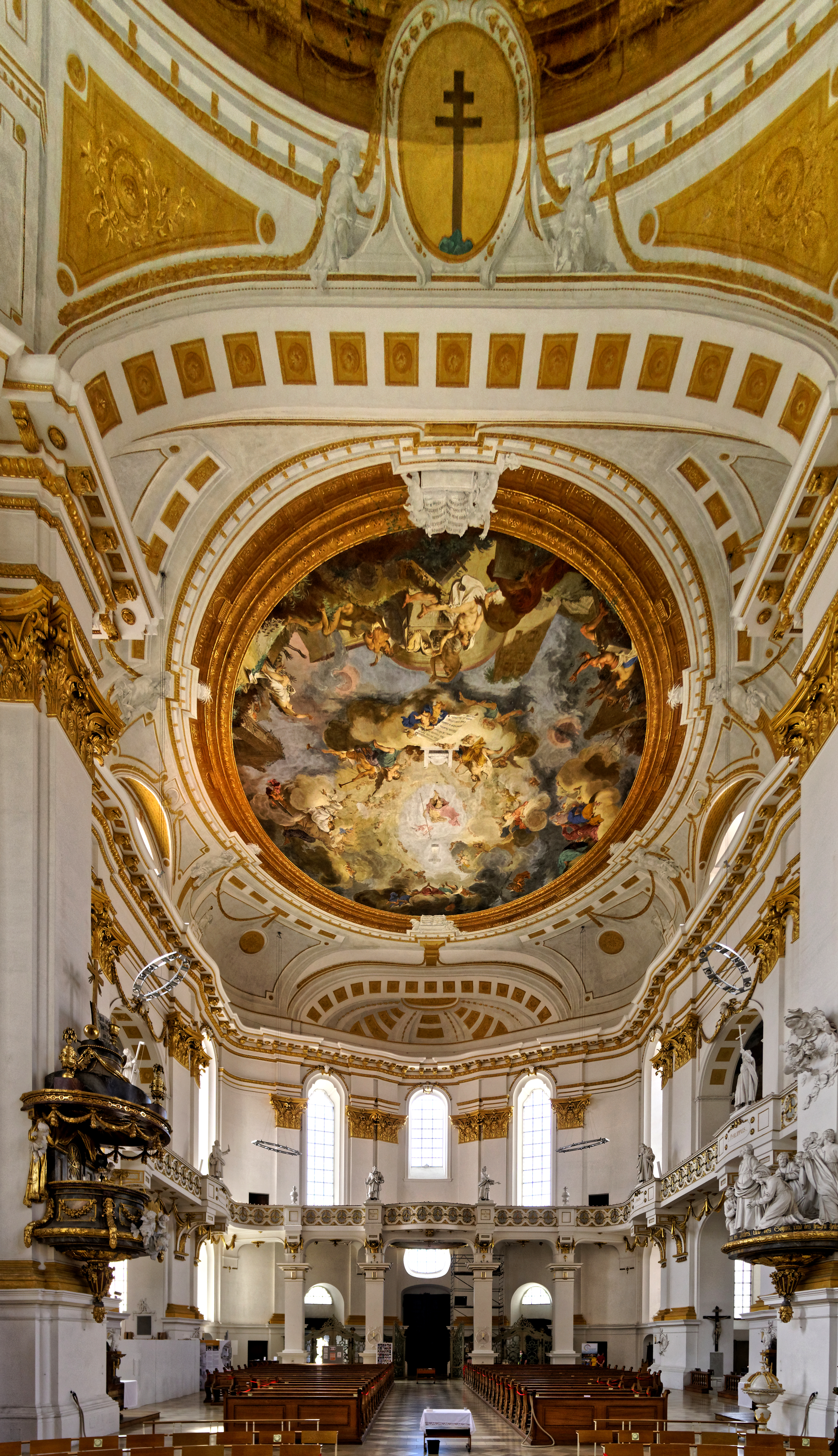
Westwerk, vor Errichtung der Hauptorgel

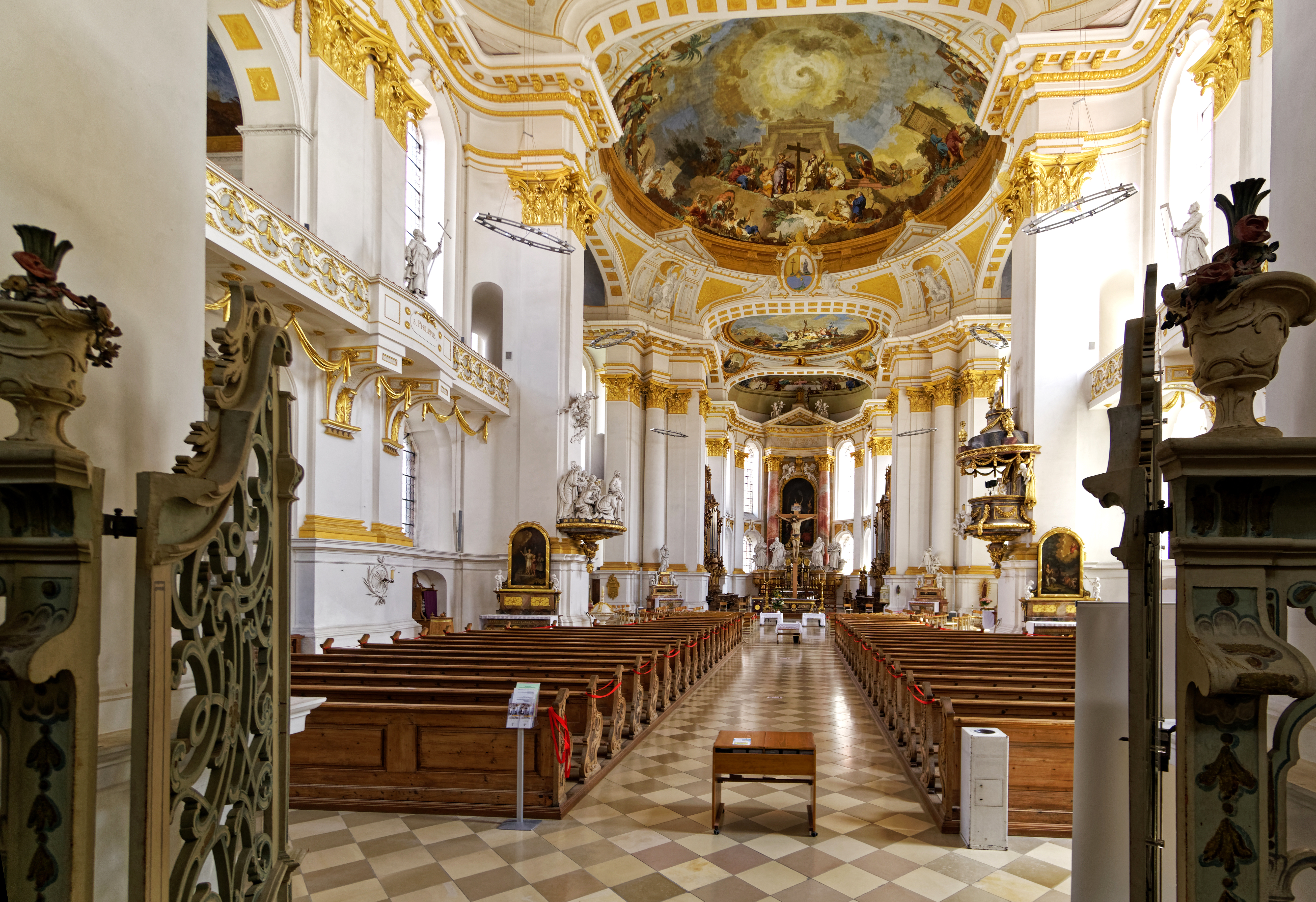
Blick auf den Chorraum, links und rechts sind die Orgelprospekte sichtbar

Die erste Orgel der Kirche, die eigentlich nur ein Notbehelf war, war eine Chororgel von Johann Nepomuk Holzhey. Ihr Volumen und ihr Klang waren dem großen Hauptraum und seiner Akustik nicht gewachsen. Ein Benediktinermönch aus dem 18. Jahrhundert, Michael Braig (1774–1832), beschrieb in seiner Chronik die Situation wie folgt: „Die Ausführung der [Haupt]Orgel aber, die dem majestätischen Tempel noch weit mehr Ansehen hätte verschaffen sollen, wurde durch die traurigen Zeiten verhindert.“ Bis auf das historische Orgelgehäuse ist von dem Instrument nichts erhalten.
Das Instrument von Holzhey wurde 1863/64 durch Wilhelm Blessing aus Esslingen umgebaut; 1917 bauten die Gebrüder Link ein pneumatisches Werk mit 18 Registern an der Nordseite des Chorgestühls ein.

### Chororgel (Reiser)

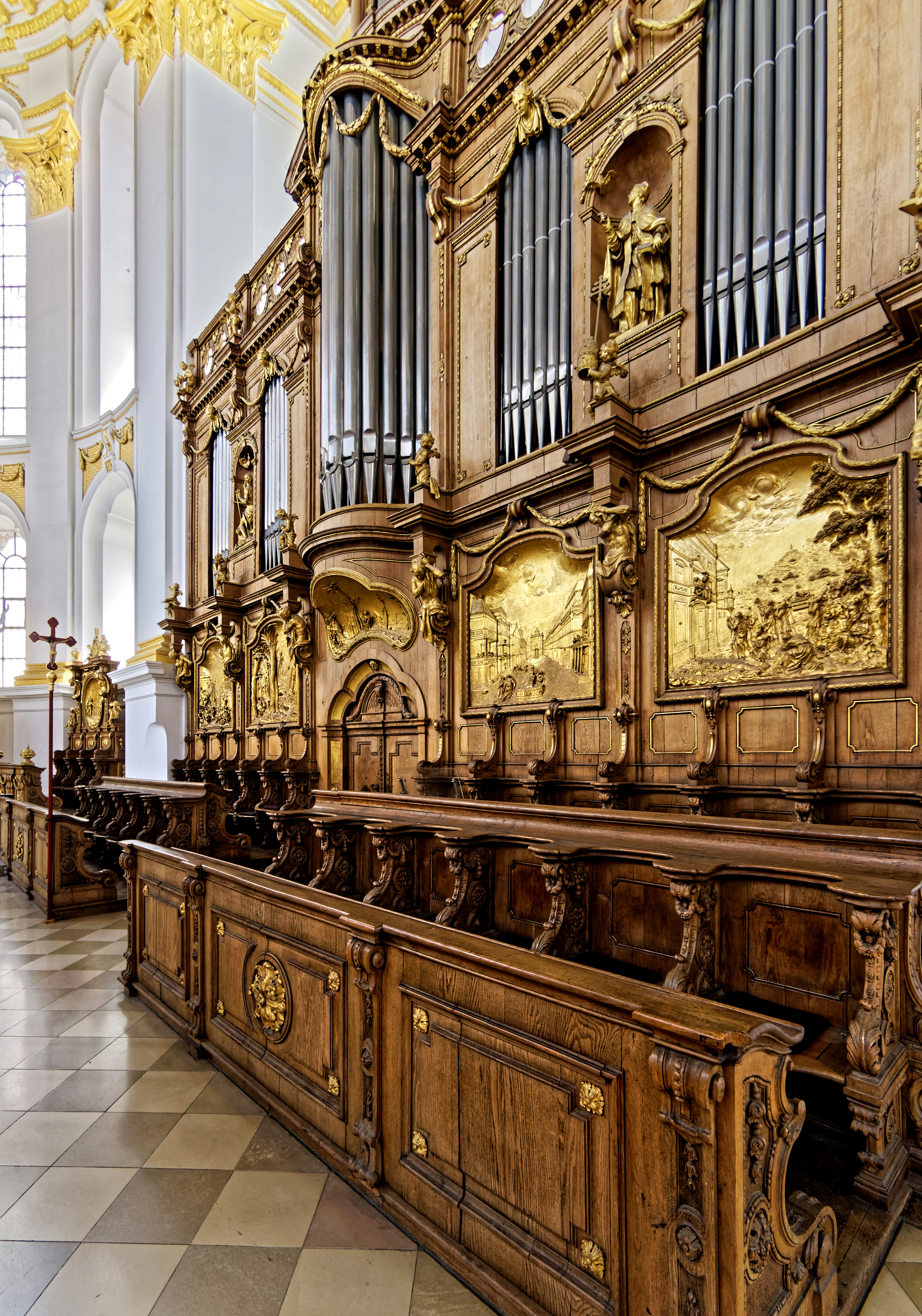
Chororgel

An der Stelle der ursprünglichen Holzhey-Orgel baute die Orgelbaufirma Reiser aus Biberach an der Riß im Jahre 1973 ein neues Instrument nach Plänen von Walter Supper ein. Doch auch diese Orgel konnte, da sie (wie das Instrument vom Holzhey) im Chorgestühl steht, nicht alle klanglichen Erwartungen erfüllen. Das Schleifladeninstrument hat 30 Register auf zwei Manualen und Pedal. Die Spieltrakturen sind mechanisch, die Registertrakturen elektrisch. Das Pfeifenwerk befindet sich ausschließlich in dem Orgelgehäuse auf der Südseite des Chorraums. Der Spieltisch wurde in das Chorgestühl integriert. Das Orgelgehäuse auf der Nordseite ist ein Blindprospekt.
| I Hauptwerk C–g3 |             |        |
| 01.              | Bordun      | 16′    |
| 02.              | Principal   | 08′    |
| 03.              | Violflöte   | 08′    |
| 04.              | Rohrgedackt | 08′    |
| 05.              | Octav       | 04′    |
| 06.              | Blockflöte  | 04′    |
| 07.              | Nasatquinte | 02 ⁄3′ |
| 08.              | Hohlflöte   | 02′    |
| 09.              | Kornett V   | 08′    |
| 10.              | Mixtur VI   | 02′    |
| 11.              | Zimbel IV   | 01⁄2′  |
| 12.              | Trompete    | 08′    |

| II Seitenwerk C–g3 |               |        |
| 13.                | Weidenpfeife0 | 8′     |
| 14.                | Gedackt       | 8′     |
| 15.                | Principal     | 4′     |
| 16.                | Rohrflöte     | 4′     |
| 17.                | Octave        | 2′     |
| 18.                | Terzflöte     | 1 3⁄5′ |
| 19.                | Quintflöte    | 1 ⁄3′  |
| 20.                | Scharf IV     | 1′     |
| 21.                | Hautbois      | 8′     |
| 22.                | Schalmey      | 4′     |
|                    | Tremulant     |        |

| Pedal C–f1 |               |     |
| 23.        | Principalbass | 16′ |
| 24.        | Subbass       | 16′ |
| 25.        | Octavbass     | 08′ |
| 26.        | Gemshorn      | 08′ |
| 27.        | Quintviola    | 04′ |
| 28.        | Hintersatz    | 04′ |
| 29.        | Posaunenbass  | 16′ |
| 30.        | Trompetenbass | 08′ |

- Koppeln: II/I, I/II, I/P, II/P
- Spielhilfen: zwei feste Kombinationen (Pleno, Tutti), zwei freie Kombinationen, eine freie Pedalkombination, Zungenabsteller

### Hauptorgel (Winterhalter)
Wegen der eingeschränkten Nutzbarkeit der Reiser-Orgel beschloss die Gemeinde einen Orgelneubau. Das neue Instrument sollte neben dem liturgischen Dienst vor allem auch für öffentliche Orgelkonzerte und zur Begleitung von Chören und Orchestern eingesetzt werden. Zur Unterstützung dieses Neubauvorhabens gründete sich zum 1. November 2015 ein Orgelbauförderverein, der zu Pfeifenpatenschaften aufrief. Grundlage der weiteren Planung war ein Angebot der Orgelbaufirma Claudius Winterhalter aus Oberharmersbach. Herstellung und Einbau des Instruments sollten mehr als eine Million Euro kosten. Nach Erreichen der Mindestspendensumme im Jahre 2018 wurde der Auftrag zum Bau der Orgel erteilt.
Die neue Orgel wurde am Pfingstsonntag, dem 23. Mai 2021 eingeweiht. Sie hat 44 Register (zuzüglich 6 Transmissionen, 3 Extensionen und 1 Vorabzug) sowie über 3.300 Pfeifen auf drei Manualen und Pedal.
| I Hauptwerk C–a3 |                                        |        |
| 01.              | Praestant (teilw. Prospekt)            | 16′    |
| 02.              | Principal (teilw. Prospekt)            | 08′    |
| 03.              | Flaut travers                          | 08′    |
| 04.              | Viola di Gamba                         | 08′    |
| 05.              | Copel                                  | 08′    |
| 06.              | Quintadena                             | 08′    |
| 07.              | Octave                                 | 04′    |
| 08.              | Rohrflöte                              | 04′    |
| 09.              | Quinte                                 | 02 ⁄3′ |
| 10.              | Superoctave                            | 02′    |
|                  | Mixtur minor V–VI (Vorabz. von Nr. 11) | 02′    |
| 11.              | Mixtur major VI–VIII                   | 02′    |
| 12.              | Cornet V (ab g0)                       | 08′    |
| 13.              | Fagott                                 | 16′    |
| 14.              | Trompete                               | 08′    |
|                  | Zimbelstern                            |        |

| II Positiv C–a3 |                             |        |
| 15.             | Quintadena                  | 16′    |
| 16.             | Praestant (teilw. Prospekt) | 08′    |
| 17.             | Unda maris (ab c0)          | 08′    |
| 18.             | Rohrflöte                   | 08′    |
| 19.             | Salicional                  | 08′    |
| 20.             | Kavalflöte*                 | 08′    |
| 21.             | Principal                   | 04′    |
| 22.             | Spitzflöte                  | 04′    |
| 23.             | Gemsflöte                   | 02′    |
| 24.             | Hörnle II                   | 02 ⁄3′ |
| 25.             | Cimbel IV                   | 01′    |
| 26.             | Clarinet douce              | 08′    |
|                 | Tremulant                   |        |
|                 | * horizontal im Prospekt    |        |

| III Schwellwerk C–a3 |                      |         |
| 27.                  | Violon               | 16′     |
| 28.                  | Geigenprinzipal      | 08′     |
| 29.                  | Flaut dupla          | 08′     |
| 30.                  | Viola                | 08′     |
| 31.                  | Bifara (ab c0)       | 08′     |
| 32.                  | Fugara               | 04′     |
| 33.                  | Traversflöte         | 04′     |
| 34.                  | Quintflöte           | 02 ⁄3′  |
| 35.                  | Flageolet            | 02′     |
| 36.                  | Terzflöte            | 01 3⁄5′ |
| 37.                  | Mixtur IV            | 01 ⁄3′  |
| 38.                  | Trompette harmonique | 08′     |
| 39.                  | Hautbois             | 08′     |
| 40.                  | Vox humana           | 08′     |
| 41.                  | Clairon              | 04′     |
|                      | Tremulant            |         |

| Pedal C–f1 |                              |     |
|            | Bourdon (Ext. Nr. 43)        | 32′ |
|            | Praestant (= Nr. 1)          | 16′ |
| 42.        | Contrabass (teilw. Prospekt) | 16′ |
|            | Violonbass (= Nr. 27)        | 16′ |
| 43.        | Subbass                      | 16′ |
|            | Oktavbass (= Nr. 2)          | 08′ |
|            | Violoncello (Ext. Nr. 27)    | 08′ |
|            | Bassflöte (= Nr. 5)          | 08′ |
|            | Bassoctave (= Nr. 7)         | 04′ |
| 44.        | Bombarde                     | 16′ |
|            | Fagott (= Nr. 13)            | 16′ |
|            | Trompete (Ext. Nr. 44)       | 08′ |

- Koppeln:

- mechanisch: II/I, I/P, II/P
- elektrisch: III/I, III/II, Sub III/I, Sub III/II, Sub III/III, III/P, Super III/P

- Spielhilfe: Balanciertritt für Schwellwerk mit Pianoprogression

Eine Besonderheit des Instruments ist die Kavalflöte (Nr. 20), die als Horizontalregister oberhalb des Spieltisches untergebracht ist. Es handelt sich dabei um ein Labialregister nach dem Vorbild einer leicht trichterförmigen Hirtenflöte, der gleichnamigen Kaval. Das Register zeichnet sich durch sein Anblasgeräusch und einen besonders tragfähigen Klang aus. Es entnimmt seine Töne C–H den Holzpfeifen der Rohrflöte (Nr. 18), ab b1 überbläst es in die Oktave. Die Mixtur major VI–VIII (Nr. 11) bezieht sich in ihrem Obertonaufbau auf ein 16′-iges Klangfundament und enthält in Anlehnung an süddeutsche Barockorgeln einen Terzchor. Die 32′-Lage des Bourdon wird von C bis H akustisch hergestellt aus dem Subbass (Nr. 43) und offenen 10 2⁄3′-Pfeifen.

## Geläut
Die Klosterkirche verfügt über ein vierstimmiges Geläut.

## Wallfahrt und Verehrung
Die ehemalige Klosterkirche St. Martin beherbergt folgende drei besondere Stätten, die Ziel der Verehrung von Gläubigen und damit Ziel von Wallfahrten waren bzw. sind.

### Heilig-Kreuz-Reliquie
Die Heilig-Kreuz-Reliquie in der Ölbergkapelle, deren Holzpartikel im Jahre 1099 ein Geschenk der Klosterstifter Hartmann und Otto von Kirchberg waren (s. o.) und vom Kreuz Christi stammen sollen, bildeten bzw. bilden den herausragenden Schatz des Klosters bzw. der Basilika.
Im Dreißigjährigen Krieg kam es zu einem für das Kloster schmerzlichen Verlust der Heilig-Kreuz-Reliquie. Aus Angst vor einem Raub oder der Zerstörung in den Kriegswirren ließ der damalige Abt Johannes Schlegel sie verstecken, um sie vor dem plündernden feindlichen Heer der Schweden zu schützen. Nach deren Abzug wurde allerdings das Versteck nicht wieder aufgefunden, da die wenigen mönchischen Zeugen des Verstecks an der infolge des Krieges ausgebrochenen Pest gestorben waren. Die Legende berichtet, ein alter Maurer aus Kärnten, der seinerzeit im Beisein der wenigen Zeugen die Kreuzreliquie hinter dem Hochaltar der Wiblinger Klosterkirche eingemauert hatte, hätte in einem Traum die Vision des Wiblinger Heiligkreuzes gehabt, woraufhin er beschlossen hätte, sich als Greis nochmals auf den Weg ins ferne Wiblingen zu machen, um die Partikel zu verehren. Als er in Wiblingen eintraf, soll er, so die Legende, jedoch erstaunt gewesen sein, dass die Holzpartikel vermisst würden. Die Freude aller Anwesenden soll daher groß gewesen sein, als er im Beisein der Mönche die Reliquie wieder zutage förderte.
Seit der Schenkung im Jahre 1099 wird das Heilige Kreuz in Wiblingen in besonderer Weise verehrt und ist noch immer das Ziel zahlreicher Pilger.

### Gebeine des seligen Werner von Ellerbach
Links des Josefsaltars der Basilika befinden sich in einem Vierungspfeiler die vermauerten Gebeine des ersten Abtes des Klosters, des im Jahre 1126 verstorbenen seligen Werner von Ellerbach. Vor dem Abbruch der Vorgängerkirche des jetzigen Gotteshauses wurden sie im Jahre 1782 von ihrem alten Liegeplatz im alten Kirchenbau erhoben und zur weiteren Verehrung in die neue Kirche übertragen, deren Bau zu jener Zeit bereits vollendet war. Von der Verehrung Werners zeugt insbesondere die Tatsache, dass bis in das Kriegsjahr 1629 an seinem Gedenktag, dem 4. Juni, über seinem Grab kleine längliche Brote, die den Namen Wernersbrote trugen, zu seinem Gedenken geweiht und an die anwesenden Gläubigen verteilt wurden.

### Einsiedler Madonna
Rechts des Martinusaltars steht eine Marienstatue mit Strahlenkranz aus dem späten 17. Jahrhundert, die bis ins Jahr 1811 in der 1681 eingeweihten Einsiedeln-Kapelle unweit des Klosters verehrt und zu der Wallfahrten unternommen worden waren. Die Einsiedeln-Kapelle entsprach in ihrer Einrichtung und Größe der Gnadenkapelle im schweizerischen Kloster Einsiedeln, wo auch die Madonna als Kopie der Einsiedler Madonna angefertigt wurde. Nach der Säkularisation des Klosters wurde die Kapelle 1811 abgebrochen und die Madonna daher in die ehemalige Klosterkirche übertragen.

## Äbte
In der folgenden Liste beziehen sich normal gesetzte Jahreszahlen auf Beginn bzw. Ende der jeweiligen Regierungszeit. Kursiv gehaltene Daten geben wieder, wann ein Abt lediglich schriftlich bezeugt ist. 
- 1098–1126 Werner
- 1126–? Berthold
- ?–1147 Arnold
- 1148, 1173 Stephan
- ? Liutold
- 1194–1241 Heinrich I.
- 1241–1243 Hermann
- 1243–? Konrad I. oder Cuno
- 1265 Hermann (?)
- 1272 Eberhard
- 1276 Cuno
- 1283, 1286 und 1287 Albert
- 1308, 1314 Richard
- 1314–1320 Heinrich II.
- 1320–1327 Ulrich I., genannt von Hasenweiler
- 1332, 1333, bis 1346 Heinrich III.
- 1346–1358 Ulrich II.
- 1358–1371 Ulrich III.
- 1371–1374 Heinrich IV.
- 1374–1411 Heinrich V. Mayer
- 1411–1414 Nikolaus
- 1415–1427 Andreas Lüntsch
- 1427–1432 Johannes I. Amann
- 1427–1473 Ulrich IV. Hablüzel
- 1473–1484 Johannes II. Balmer
- 1484–1504 Konrad II. Ruhe (Rau)
- 1504–1508 Martin I. Stör (abgesetzt, 1517 resigniert)
- 1508–1527 Georg Hacker (1508 Administrator)
- 1527–1550 Heinrich VI. Claus
- 1551–1553 Othmar Lauffenberger
- 1553–1556 Peter Negelin
- 1556–1563 Augustin Wiedenmann
- 1563–1572 Martin II. Hermann (abgesetzt)
- 1572–1589 Jodok Todt
- 1589–1606 Urban Hafner
- 1606–1618 Gottfried Munding
- 1618–1630 Franz Schwarz
- 1630–1635 Johannes III. Schlegel
- 1635–1663 Benedikt Rauh
- 1663–1666 Ernst Faber
- 1666–1692 Maurus Falkner
- 1692–1730 Modest I. Huber
- 1730–1762 Meinrad Hamberger
- 1762–1768 Modest II. Kaufmann
- 1768–1797 Roman Fehr
- 1798–1806 Ulrich V. Keck